# La Cruz (Colombia)
La Cruz è un comune della Colombia facente parte del dipartimento di Nariño.
Il centro abitato venne fondato da Juan de Ampudia e Pedro de Añasco nel 1535.